# Ahmet Öner
Ahmet Öner (* 12. Oktober 1971 in Bocholt, Deutschland) ist ein ehemaliger türkischer Profiboxer und derzeitiger Boxpromoter.

## Leben
Öner wuchs im Duisburger Stadtteil Marxloh auf. Öners Eltern, sein Vater ist gelernter Schneider, kamen 1970 nach Deutschland. Öner ging zunächst auf ein Gymnasium, musste dieses wechseln und kam schließlich auf eine Realschule, die er jedoch ohne Abschluss verließ. Er arbeitete dann in einer Konservenfabrik im Akkord und finanzierte dadurch seinen Führerschein. Später war er kurz Türsteher in einem Bordell. 1989 fand die Polizei bei ihm Kokain und er wurde nach knapp 4-monatiger U-Haft zu 18 Monaten auf Bewährung verurteilt. Das Abitur holte er über den Zweiten Bildungsweg nach. Daraufhin begann Öner ein Studium der BWL, das er jedoch nicht zu Ende führte und eröffnete in Hamburg mehrere Sonnenstudios.
Seine Boxkarriere begann Öner bei den Amateuren von Hamborn 07. In den Jahren 1997 bis 2002 bestritt Öner 23 Profikämpfe für den Sauerland- und den Universum-Stall. Als Gegner hatte er z. B. Bruce Özbek (u. a. 19-maliger Kickbox-Weltmeister) und Mario Veit. Sein größter Erfolg war der Titel des Internationalen Deutschen Meisters im Halbschwergewicht.
Nach seiner aktiven Boxkarriere betätigt Öner sich als Boxmanager und Promoter. Zunächst wurde er als Manager von Sinan Şamil Sam bekannt. Im Jahr 2006 gründete er mit seinen Geschäftspartnern Bernd Menzel und Paul Bauer, Geschäftsführer der Menzel Vermögensverwaltungs AG, das Unternehmen Arena Box-Promotion, den dritten Hamburger Boxstall. Dafür verpflichtete er gleich mehrere bekannte Boxer wie Juan Carlos Gómez, Steffen Kretschmann und den deutschen Amateurmeister im Superschwergewicht des Jahres 2006, Konstantin Airich.
Zu Beginn des Jahres 2007 gelang es Öner, die drei kubanischen Olympiasieger Odlanier Solís, Yuriolkis Gamboa und Yan Barthelemí für drei Jahre unter Vertrag zu nehmen. Im April 2007 schloss er einen Vertrag mit dem Pay-TV-Sender Premiere ab. Dieser Vertrag brachte Öner in der Boxszene Anerkennung und in den Medien Aufmerksamkeit.
Im August 2009 wurde Öner in einem Hinterhof im Hamburger Stadtteil Borgfelde am linken Oberschenkel angeschossen. Ein Verdacht, dass kubanische Agenten Rache für die Flucht der drei kubanischen Olympiasieger Solís, Gamboa und Barthelemí nehmen wollten, konnte nicht bewiesen werden. Die Hintergründe der Tat wurden nie aufgeklärt.
Nachdem die Staatsanwaltschaft Hamburg im März 2009 gegen Öner Anklage wegen 16 verschiedener Delikte, unter anderem Erpressung, Nötigung, Bedrohung, Beleidigung, Widerstand gegen Vollstreckungsbeamte und Körperverletzung, aus dem Zeitraum September 2004 bis Mai 2008 erhoben hatte, wurde Öner im Februar 2010 vom Hamburger Amtsgericht zu einer Geldstrafe in Höhe von 120.000 Euro sowie einer Freiheitsstrafe von 22 Monaten auf Bewährung verurteilt.

## Skandale
Öner war wiederholt auch an Eklats und Skandalen im Boxsport beteiligt. So unterstellte er im Februar 2004 nach dem Europameisterschaftskampf Luan Krasniqi gegen Sinan Şamil Sam den Kampfrichtern Bestechlichkeit und griff Klaus-Peter Kohl körperlich an.
Am 19. Mai 2007 kam es zu einer zunächst verbalen Auseinandersetzung zwischen Ahmet Öner und zwei seiner Begleiter auf der einen und dem Sicherheitspersonal der 250. Boxveranstaltung von Klaus-Peter Kohl in Hamburg auf der anderen Seite. Kurz bevor Karolina Łukasik gegen Heidi Hartmann boxte, kam es zu einer wilden Schlägerei zwischen den Beteiligten, wobei es Verletzte gab. Öner gab an, vom Sicherheitspersonal durch Gesten, Blicke und verbal provoziert worden zu sein. Seit dem Vorfall hatte Öner Hausverbot auf allen Veranstaltungen der durch Kohl veranstalteten Universum Box-Promotion.
Im Mai 2008 sorgte er für einen Eklat, als er in der sechsten Runde des Kampfes von Danny Williams gegen Konstantin Airich zum Tisch des Zeitnehmers ging, die Rundenglocke betätigte und damit eigenmächtig die Runde um etwa die Hälfte verkürzte, da sein Boxer Airich in Bedrängnis geraten war. Kurz darauf, im Juni 2008, folgten auf einer Veranstaltung im hessischen Hattersheim verbale Entgleisungen und tätliche Angriffe auf Unparteiische, um einem seiner Boxer zu einem Sieg zu verhelfen. Am 4. Juli 2008 in Ankara versuchte er bei dem EM-Kampf Paolo Vidoz gegen Arenaboxer Sinan Şamil Sam wiederholt, das Kampfgericht zu beeinflussen. Der Bund Deutscher Berufsboxer forderte daraufhin Öner zu einer Stellungnahme zu diesen Vorfällen auf, woraufhin dieser aus dem Verband austrat und seine Veranstaltungen unter lettischer Lizenz durchführte.
Nachdem am 19. März 2011 Vitali Klitschko den durch Öner betreuten Odlanier Solis nach nur 169 Sekunden zu Boden geschickt hatte, kam es erneut zu einem Eklat. Bei einer Pressekonferenz bedrohte Öner Klitschkos Betreuer Bernd Bönte mit den Worten „Bernd, ich schwöre dir, ich bringe dich um“ und musste von drei Security-Männern an Handgreiflichkeiten gehindert werden, nachdem Bönte gesagt hatte: „Schauen Sie sich diesen Asozialen an. 22 Monate auf Bewährung. Er hat meine Familie bedroht, hat mich schon dreimal geschlagen.“ Öner hatte erklärt, Solis habe sich eine Kreuzbandverletzung zugezogen und daher aufgeben müssen. Bönte hatte erwidert, die Verletzung sei nur gespielt gewesen. Im Krankenhaus stellte sich jedoch heraus, dass Solis sich tatsächlich einen Kreuzband- und einen Außenmeniskusriss zugezogen hatte. Für die Entgleisungen nach dem Kampf hat Öner sich später mit folgenden Worten entschuldigt: „Ich habe mich da zu einer Aktion hinreißen lassen, die nicht in Ordnung war, die Aktion war unnötig, ich habe überreagiert, das tut mir leid.“
Während einer Pressekonferenz im Oktober 2017 beschimpfte Öner den Konditionstrainer von Chris Eubank junior und drohte mit Tätlichkeiten, worauf die Konferenz aus Sicherheitsgründen abgebrochen werden musste. Öner hatte sich angeblich durch Gesten provoziert gefühlt.

## Privates
Öner lebt abwechselnd in Istanbul (Türkei) und in Miami (USA). Er hat aus erster Ehe mit Kati, der Tochter von Boxtrainer Fritz Sdunek, seinen Sohn Can Noah. Eine zweite Ehe schloss er mit der Türkin Aysegül. Gemeinsam haben sie den Sohn Ahmet Kaan.